# 陳文龍
陳文龍（1232年—1277年），原名子龍，字君贲、德刚，興化軍莆田縣（今属福建省莆田市）人，南宋抗元名將。

## 生平
陈文龙出身兴化军的玉瑚陈氏家族，为陈俊卿五世从孙。早年隨父陈粢定居連江長樂（今阜山）。幼颖悟，苦学不厌。
淳祐十一年（1251年），入乡学。宝祐四年（1256年），入太学。宋咸淳四年（1268年）戊辰科進士，龙飞射策第一，宋度宗赐名文龍。历任镇东军节度判官、历崇政殿说书，七年（1271年）又官至秘书省校书郎。当时朝政大权由賈似道把持，賈似道爱其文，雅礼重之。翌年，在賈似道的提拔下升为监察御史。但陈文龙刚正不阿，不仅不讨好贾似道，反而多次忤逆贾似道的意愿。
当时元军包围襄阳，形式万分危急。贾似道表面上准备亲自支援襄阳，暗地里却指使自己的党羽极力反对，最终襄阳在1273年被元军攻陷。陈文龙上書彈劾賈似道的过失。范文虎丢失了襄阳，贾似道不处罚他，反而让他镇守安庆；又派赵溍知建康、黄万石知京城临安。陈文龙认为赵溍没有经验、黄万石是个昏官；范文虎兵败见用，是赏罚不明，要求将三人全部罢免。贾似道大怒，将贬陈文龙为抚州知州。賈似道怒犹未尽，又指使右正言李可弹劾陈文龙，文龙憤而辭官，刘埙驰马出桥南，为文龙饯别。不久，吕文焕领导元军东下，范文虎第一个投降，并引导元军侵略。贾似道大败于鲁港，赵溍得知后率先逃跑。此时才后悔没有采纳陈文龙的建议，将他任命为左司谏，后迁侍御史。元军不断侵占南宋领土，形式万分危急。宰相王爚、陈宜中二人不能出一策，却天天在朝堂上争私意。王爚支持的，往往陈宜中就反对。陈宜中支持的，往往王爚就反对。张世杰诸将分四道出师，而大臣不监护，被台谏弹劾。王爚请求行边，下公卿杂议。陈宜中请求担任督师，又下公卿杂议。陈文龙上书称：“《书》言‘三后协心，同底于道。’北兵今日取某城，明日筑某堡，而我以文相逊，以迹相疑，譬犹拯溺救焚，而为安步徐行之仪也。请诏大臣同心图治，无滋虚议。”然而朝廷没有采纳他的意见。王爚最终被罢免官职，但此时南宋的局势已经无法挽回了。
德祐元年（1275年）冬季，陈文龙被提拔为参知政事。不久朝廷讨论向元军投降之事，陈文龙辞官归家。但刚出国门就后悔了，上疏请求官复原职，朝廷没有理会他，于是回到了兴化。不久，南宋朝廷向元军投降。景炎元年（1276年），张世杰在福州拥立宋端宗继位，下詔让陈文龙官复原职，仍任参知政事。漳州发生叛乱，朝廷任命文龍為闽广宣抚使前去征讨。听说黄恮镇守漳州时有恩信，便引为参谋官。陈文龙驻军泉州，派黄恮前去招抚，不费一兵一卒就平定了叛乱。兴化军有一支名叫石手军的部队，能够掷石中人，朝廷认为没有用处，将其裁撤。石手军便发动叛乱。朝廷派陈文龙知兴化军，将叛乱平定。
十一月，元兵在降将王世强的引导下攻打福州，宋端宗逃奔广州，留陳文龍守興化。当时建宁、泉州、福州皆降，陈文龙母黄氏及幼子陈璥被元军扣为人质。元军令福州知军王刚中持书到兴化招降，文龙怒斩正使，令其副使持回信归福州，怒斥王刚中叛国。元朝又派其姻家持书招降，陈文龙焚其书信，怒斩来使。當時城中驻兵不到千人，陳文龍在兴化城樓上立起“生为宋臣，死为宋鬼”的大旗，傾盡家產，招募义兵，抗击元军。他在田囊山设伏，数次击败元军。有风其纳款者，文龙曰：“诸君特畏死耳，未知此生能不死乎？”德佑二年（1276年）十二月，飭令部將林華、陈渊至福州侦察敌情。林華等暗中與降将王世强勾结，反引元兵萬人至城下，通判曹澄孫開門迎敵，最後城陷被俘，被押至福州元将董文炳军中。董文柄令左右招降之，不从。董文炳试图胁迫文龙投降，文龙以手指腹道：“此皆节义文章也，可相逼邪？”押送杭州途中開始絕食，經杭州謁拜岳飛廟時，氣絕而死，葬於杭州西湖智果寺旁。文龙之母被执於福州尼姑庵，闻讯，亦绝食亡。宋端宗聞之，追贈太師銜，賜諡忠肅。
蒲寿庚以泉州降元，告其民曰：“陈文龙非不忠义，如民何？”听闻此话的人都嘲笑他。不久元军归福州。陈文龙的堂叔陳瓚，倾家财300万缗渡海至广东，支持张世杰抗元。。闻元军归福州，乃率民兵攻兴化，杀林华。元兵复来攻，兵败被执，车裂而死。陈瓒子陈若水被南宋封为督府架阁，陈文龙的子孙陈八宣、陈汝楫，亦以义兵南下，至广东跟随宋帝。崖山海战之后，南宋灭亡。陈八宣、陈汝楫所率的众多义兵散居到广东南部的新会、吴川、化州、雷州一带以及海南岛沿海地区。明末抗清将领陈上川就是陈文龙的后裔。

## 纪念

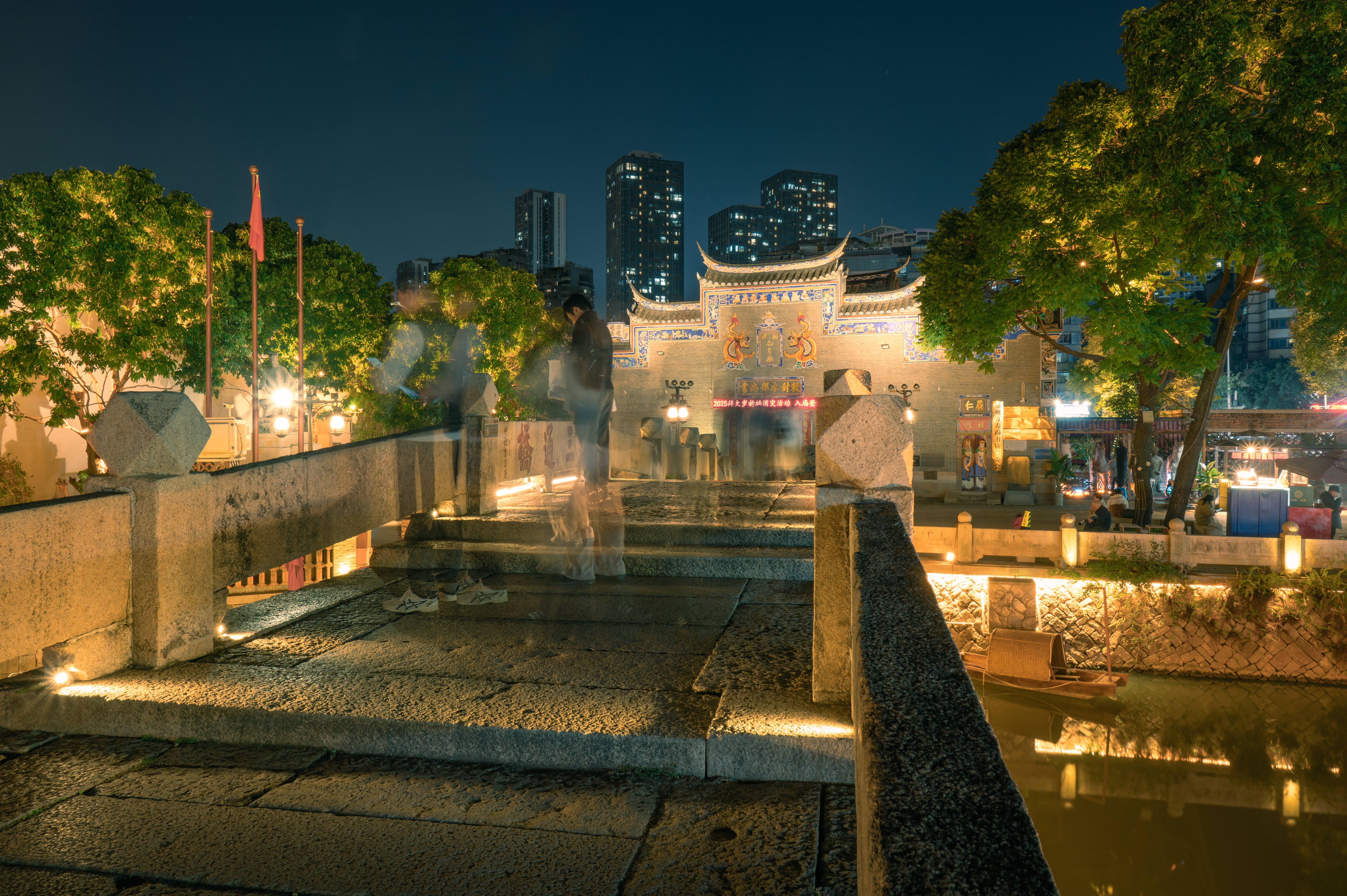
位於福州市的勅建尚書廟。

《明史·礼四·诸神祠》一节记载“孝宗时，···福州祀陈文龙，兴化祀陈瓒”从中看出至明孝宗时，陈文龙才正式列入诸神祠进行官方祭祀。
因其以能保佑航運、漁民的緣故，又封陈文龙为「水部尚書」，据台江万寿尚書廟内，清乾隆四十七年碑刻记载云，“英爽不泯，数出入风涛间为涉险者助。前明太宗嘉公伟烈，特与褒封崇祀，始建庙南台泗洲之域，迄今三百余载。”；清乾隆四十六年（1782年），晉封「鎮海王」。
但根據現存於福州台江陳尚書廟內，於清乾隆間福建布政使楊廷樺所撰寫之《尚書公靈應記》石碑，陳文龍受明成祖褒封原因是為了表彰其殉國之舉，與保佑航運、漁民無關。而學者亦認為水部尚書之稱，是由於該廟最早位於福州城內水部門(又稱水步門)，故民眾原稱為水部門陳尚書廟，後方簡化衍生出陳文龍為水部尚書之稱呼。
清代林則徐為陳文龍廟題書對聯云：「節鎮守鄉邦，縱景炎殘局難支，一代忠貞垂史傳；英靈昭海噬，與信國隆名並峙，十州清晏仗神庥。」認為其與文天祥齊名。
陳文龍受到興化民系和福州民系的尊崇。在莆田，陈文龙、陈瓒被称为“兴化二忠”，各地建祠造庙，世代供祀。福州人稱陳文龍為「尚書公」，將其尊奉為水神。根據清代齊鯤、費錫章所著的《續琉球國志畧》記載，在清朝時期，每當冊封船隊出使琉球時，都要將媽祖和拿公的神像奉安頭號封舟，陳尚書公的神像奉安二號封舟，以祈求海路平安。在福州有「官船拜尚書，民船拜媽祖」的說法，顯示二神傳統受祀的情形，現則民間亦崇拜尚書公，非限於官方了。
今日福州各地都有祭祀陳文龍的「尚書廟」。在福州市區共有十餘座尚書廟，僅台江區和倉山區就有尚書廟五處，其中以台江區上下杭一帶萬壽尚書廟最為出名。陳尚書的信仰後來被傳到了台灣和東南亞國家。馬祖北竿鄉塘岐村北竿機場對面的「水部尚書公府」，主祀陳文龍，奉台江的萬壽尚書廟為祖廟。

## 诗作
|  | 《元兵俘至合沙，诗寄仲子》 斗垒孤危势不支，书生守志定难移。 自经沟渎非吾事，臣死封疆是此时。 须信累囚堪衅鼓，未闻烈士竖降旗。 一门百指沦胥尽，唯有丹衷天地知。 |

## 《尚書公靈應記》碑
太宗嘉公偉烈，特予褒封崇祀。始建廟於南臺泗州，迄今三百餘載。歲久就頹，典禮幾馳。至康熙參拾年，里人重建，堂廡稍新。乾隆拾參年復募重建，規模尚壯。凡官斯土者，率躬詣致禮，懸匾□固□有。乾隆貳拾玖年，撫憲定公題請祀典，春秋給祭銀陸兩。參拾肆年，制憲徽公議撥款項捌拾兩，諭鄉□□隨募隨修，於是廟貌煥然。但面臨臺江，猶有潮汐沖沒之患，嗣里人偕往僧慧海身任其事，協力募資，買實鋪口，甃築道岸肆拾餘丈，直抵大江中。
乾隆肆拾柒年 福建布政使 楊廷樺

## 延伸阅读
[在维基数据编辑]
 《宋史·卷451》，出自脱脱《宋史》
 在维基共享资源阅览影像